# Zoomlion
Zoomlion Heavy Industry Science and Technology Company Limited (中聯重科股份有限公司 или Зумлайон) — китайская машиностроительная компания, крупный производитель строительной, сельскохозяйственной, погрузочной, санитарной и пожарной техники, а также тяжёлых грузовиков. Основана в 1992 году, штаб-квартира расположена в городе Чанша провинции Хунань.
Zoomlion входит в пятёрку крупнейших мировых производителей строительной техники, а также в рейтинг крупнейших компаний мира Forbes Global 2000.

## История
Основана в 1992 году как Zoomlion Construction Mechanical Industry Company, которая специализировалась на производстве бетононасосов. В октябре 2000 года акции Zoomlion стали котироваться на Шэньчжэньской фондовой бирже. В 2001 году Zoomlion приобрела британскую компанию Powermole. В 2008 году Zoomlion Heavy Industry приобрела 60 % акций итальянской компании CIFA (Милан) — третьего по величине производителя бетонных машин в мире.
В 2016 году Zoomlion планировала купить второго по величине американского производителя строительной техники — компанию Terex, однако сделка не состоялась. Из-за ранее понесённых убытков весной 2017 года Zoomlion продала своё подразделение по производству санитарной техники за 1,7 млрд долларов группе китайских инвесторов.

## Продукция
Zoomlion Heavy Industry разрабатывает и производит: 
- Строительную технику — бульдозеры, экскаваторы, карьерные погрузчики, грейдеры, асфальтоукладчики, дорожные катки, бетоносмесители, бетононасосы, бетоносмесительные заводы, сваезабивные машины, роторные буровые установки, копры, строительные тракторы[13].
- Погрузочную и подъёмную технику — автокраны, автовышки, гусеничные краны, башенные краны, вилочные погрузчики, складскую технику, подъёмники, ковшовые погрузчики[14].
- Сельскохозяйственную технику — сельскохозяйственные тракторы, сельскохозяйственные комбайны, зерносушилки.
- Санитарную технику — мусоровозы, ассенизаторные машины, подметально-уборочные машины, снегоочистительные машины, машины для полива и дезинфекции.
- Специальную технику и оборудование — пожарные машины, автобусы, автомобильные силосы, шасси для кранов, оборудование для дезинфекции помещений[15][16].

Дочерняя компания Zoomlion Environmental Industry производит роботов-уборщиков.
Основные бренды — Zoomlion, Hakata Zoomlion, Puyuan, Zhongbiao, M-Tec, CIFA и Powermole.

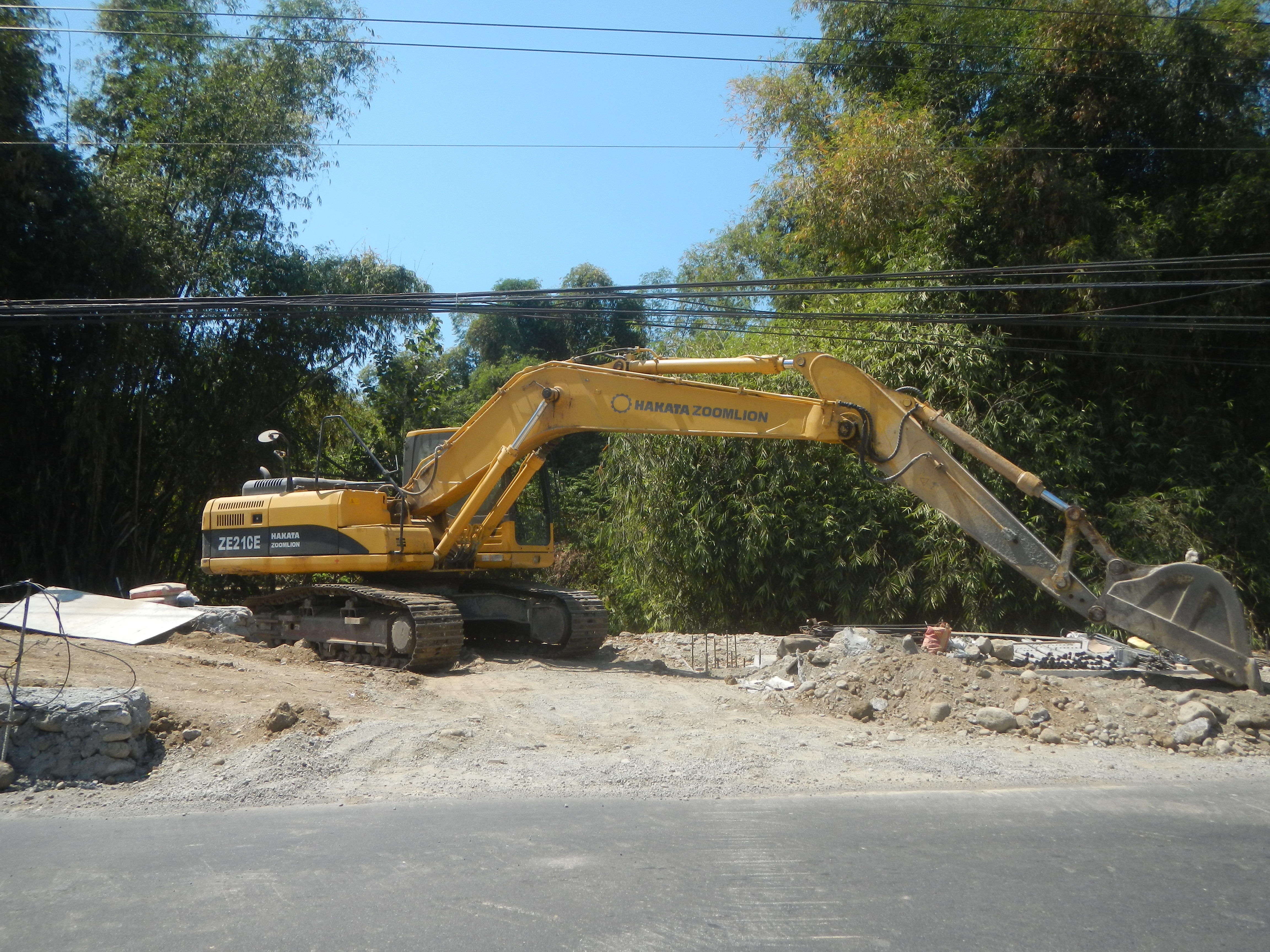
Экскаватор Hakata Zoomlion
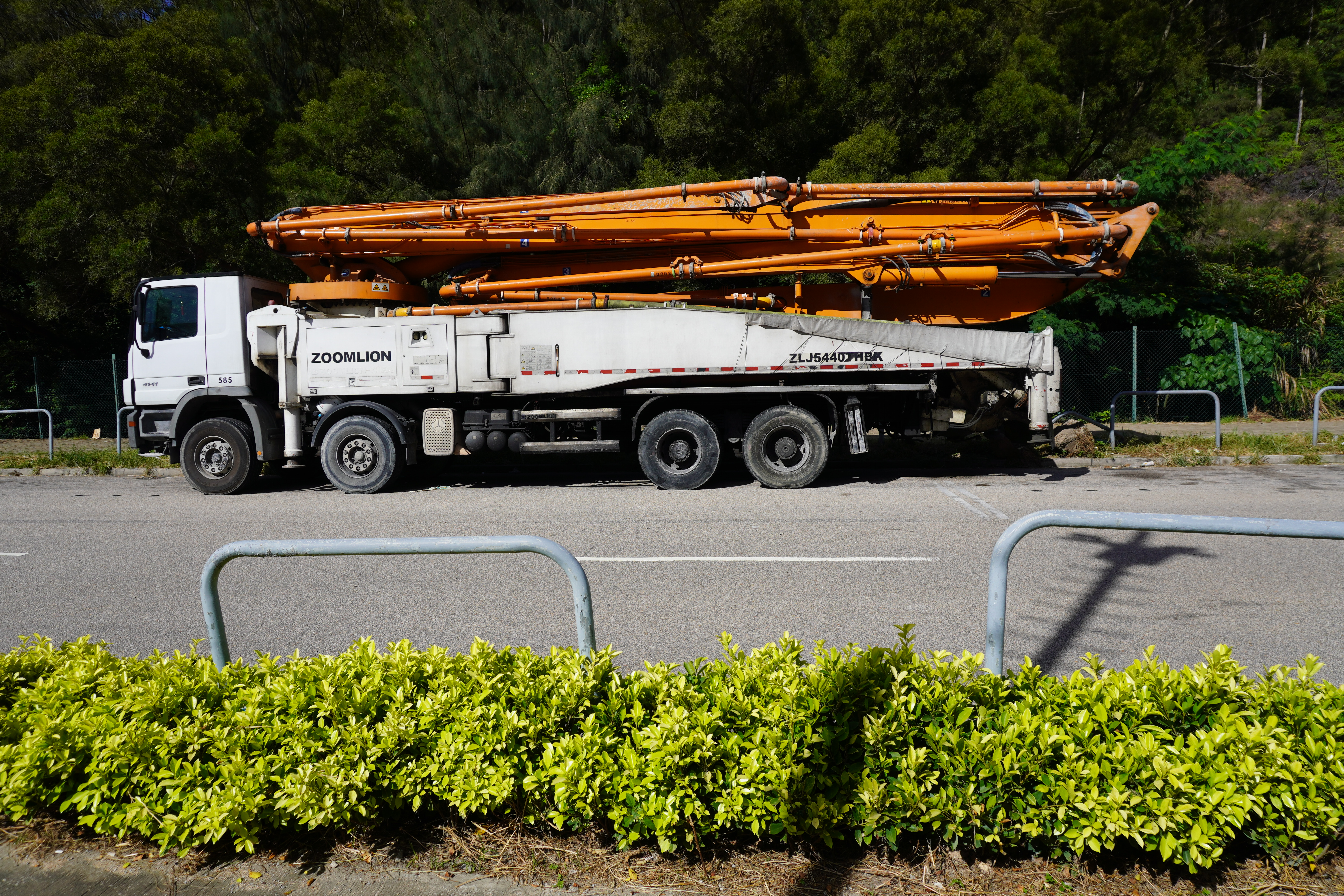
Бетононасос Zoomlion
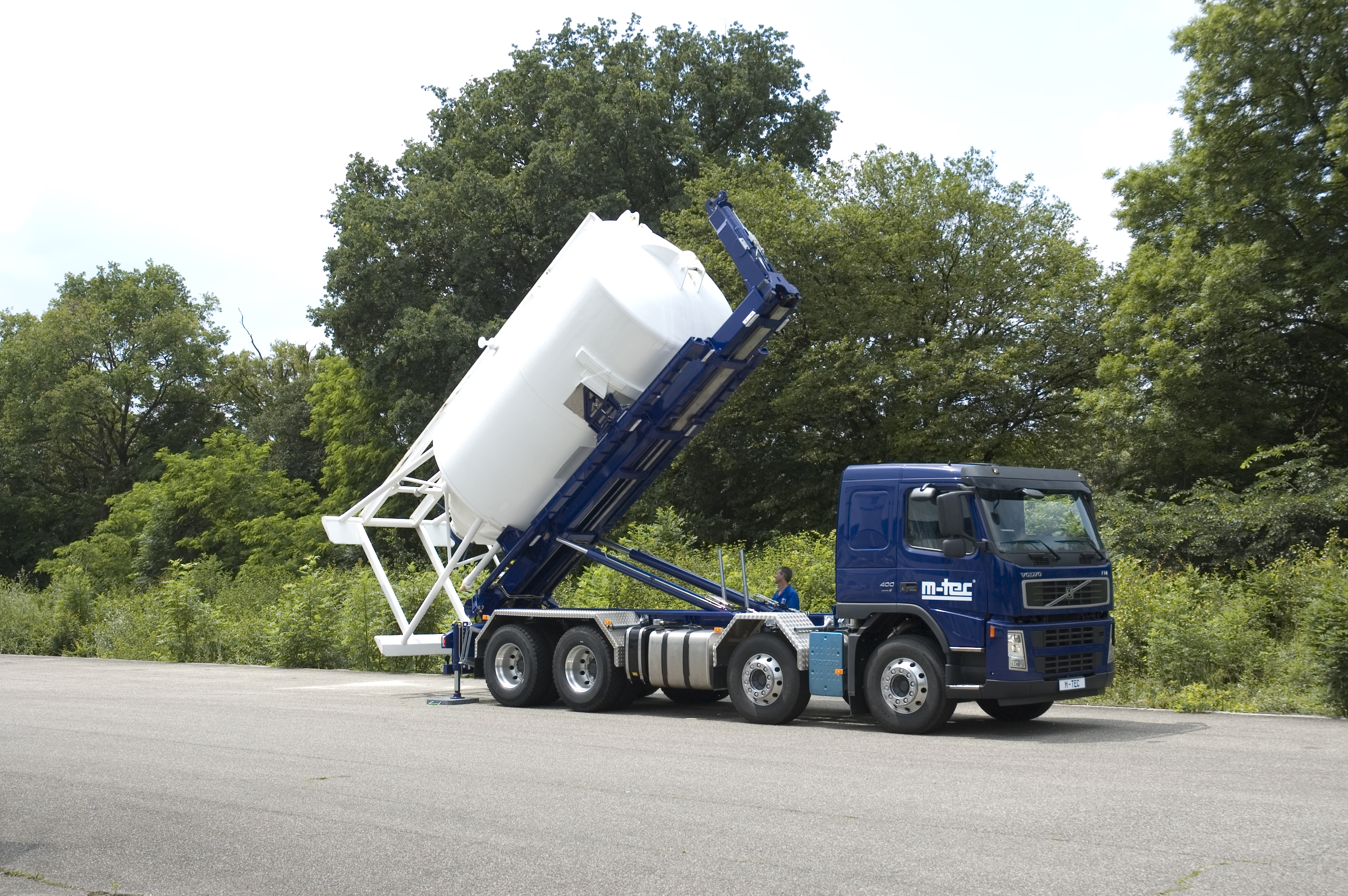
Силос M-Tec
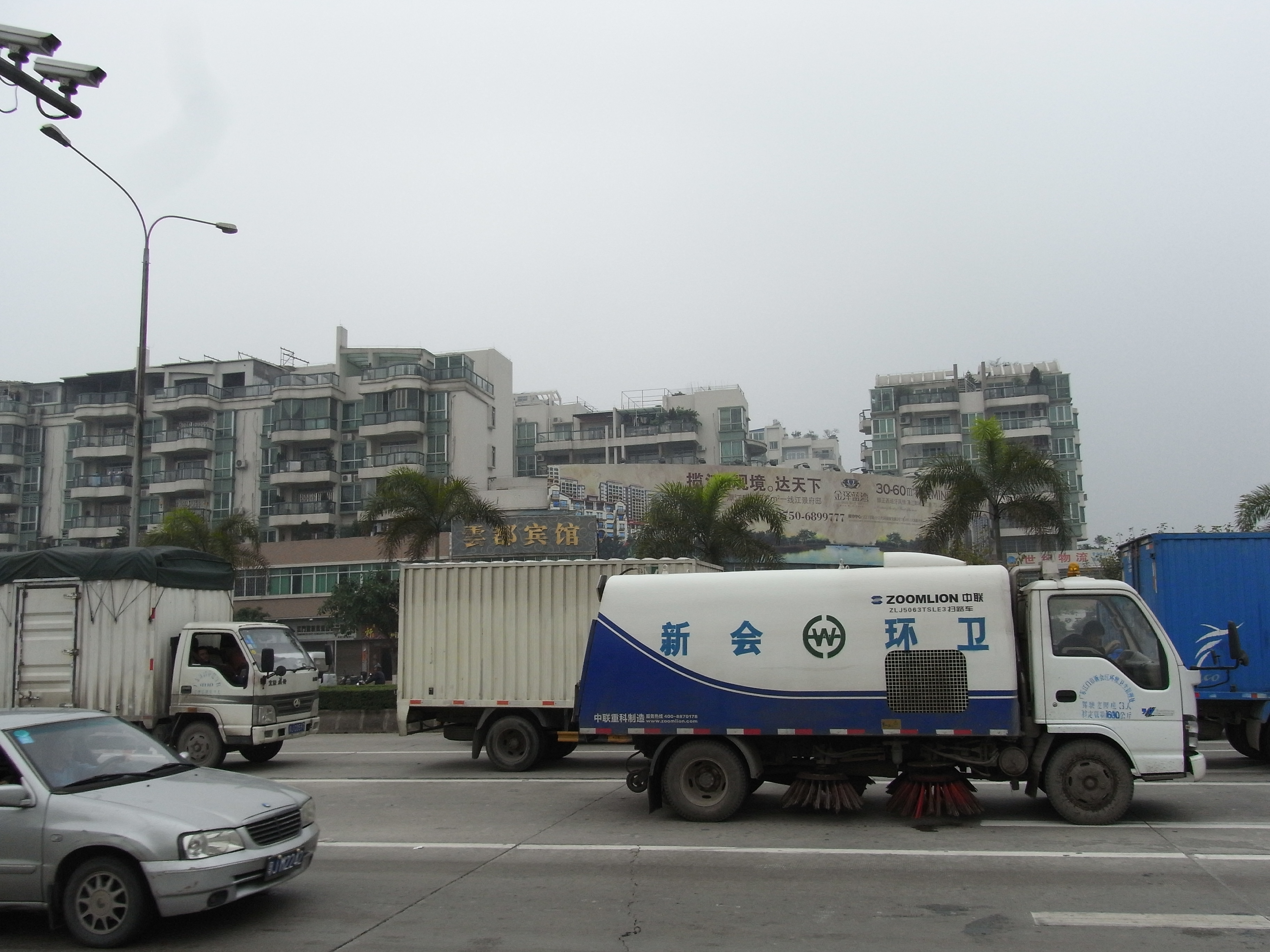
Уборочная машина Zoomlion
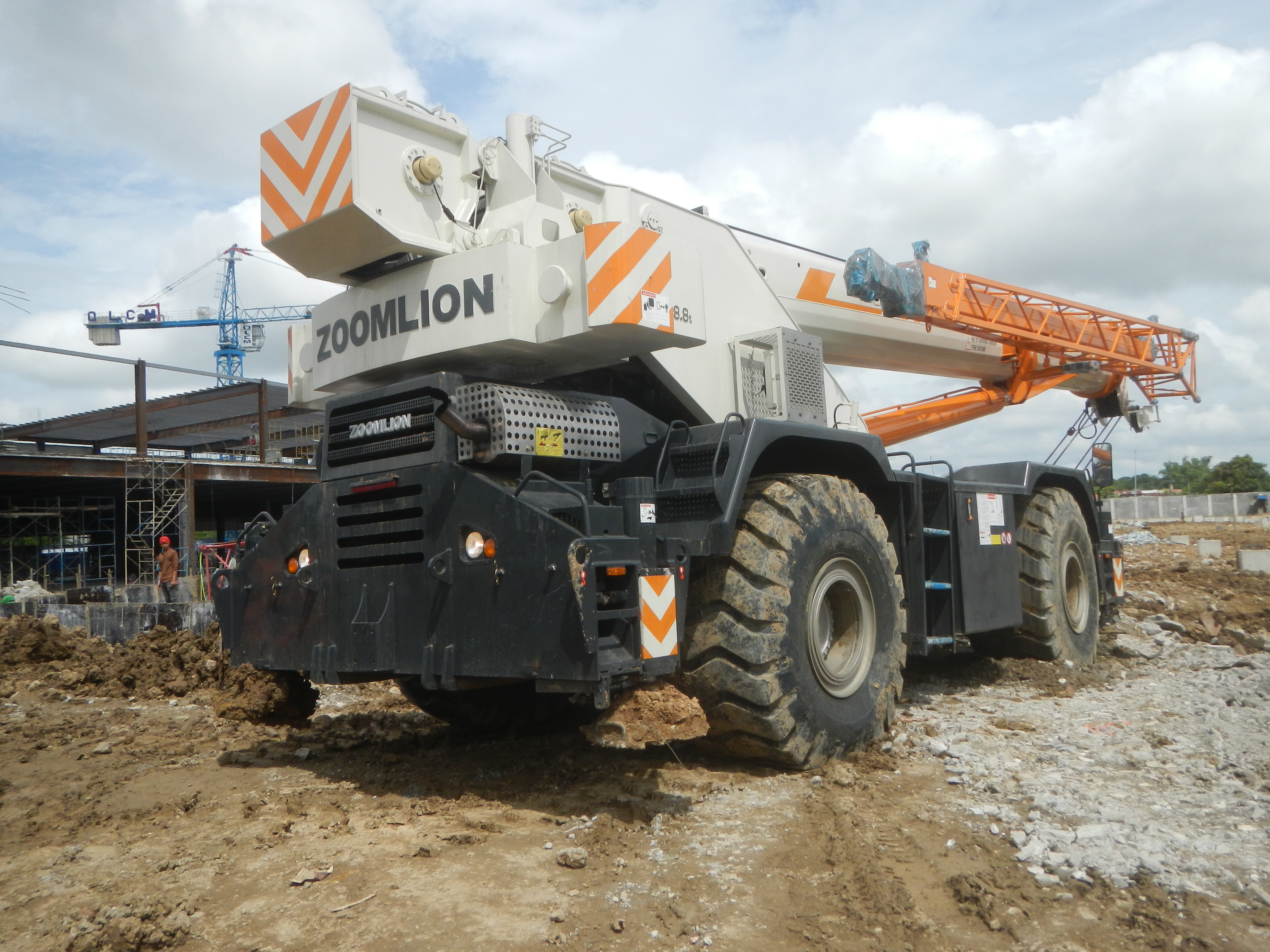
Пневмоколесный кран Zoomlion
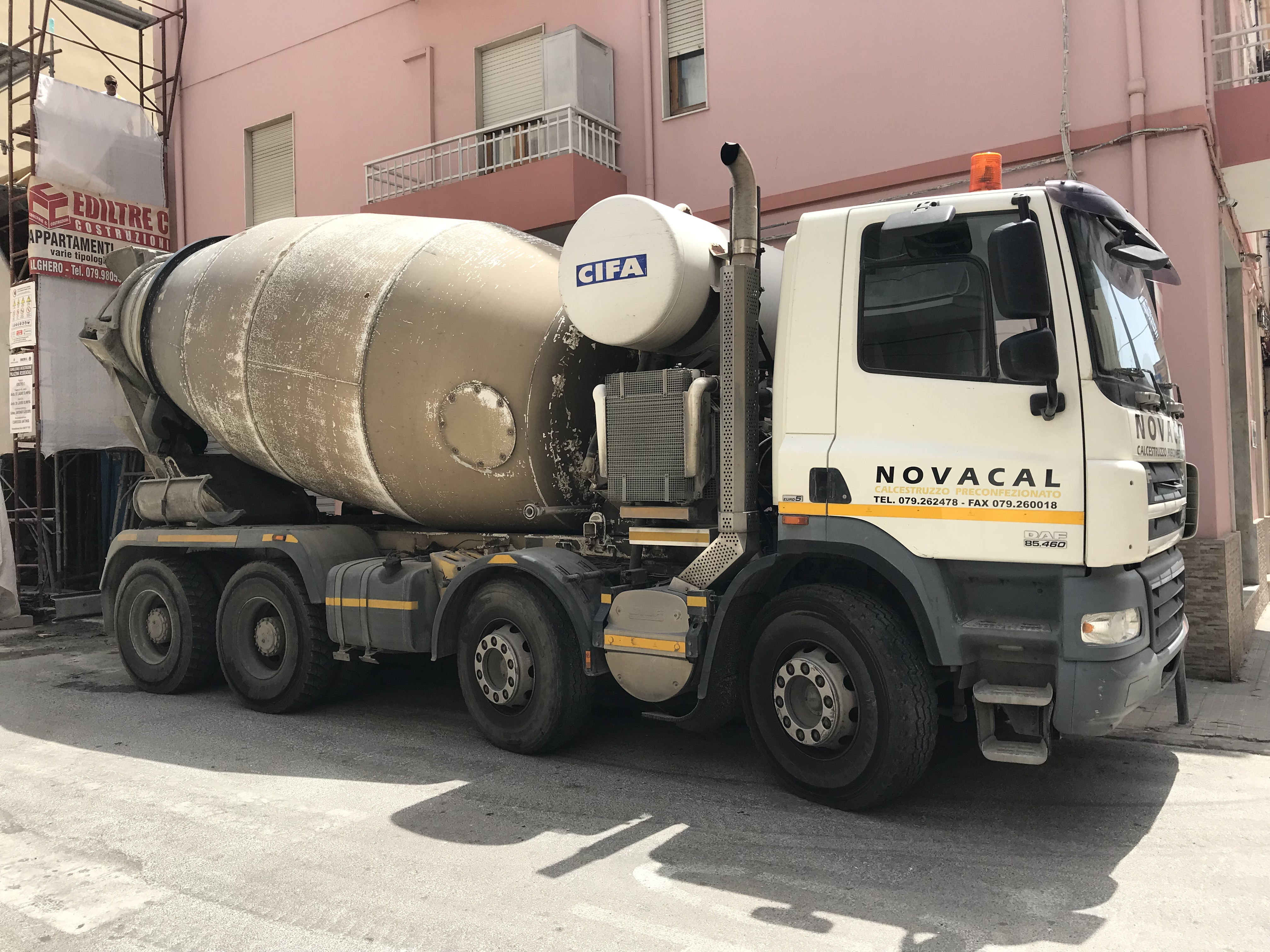
Бетономешалка CIFA
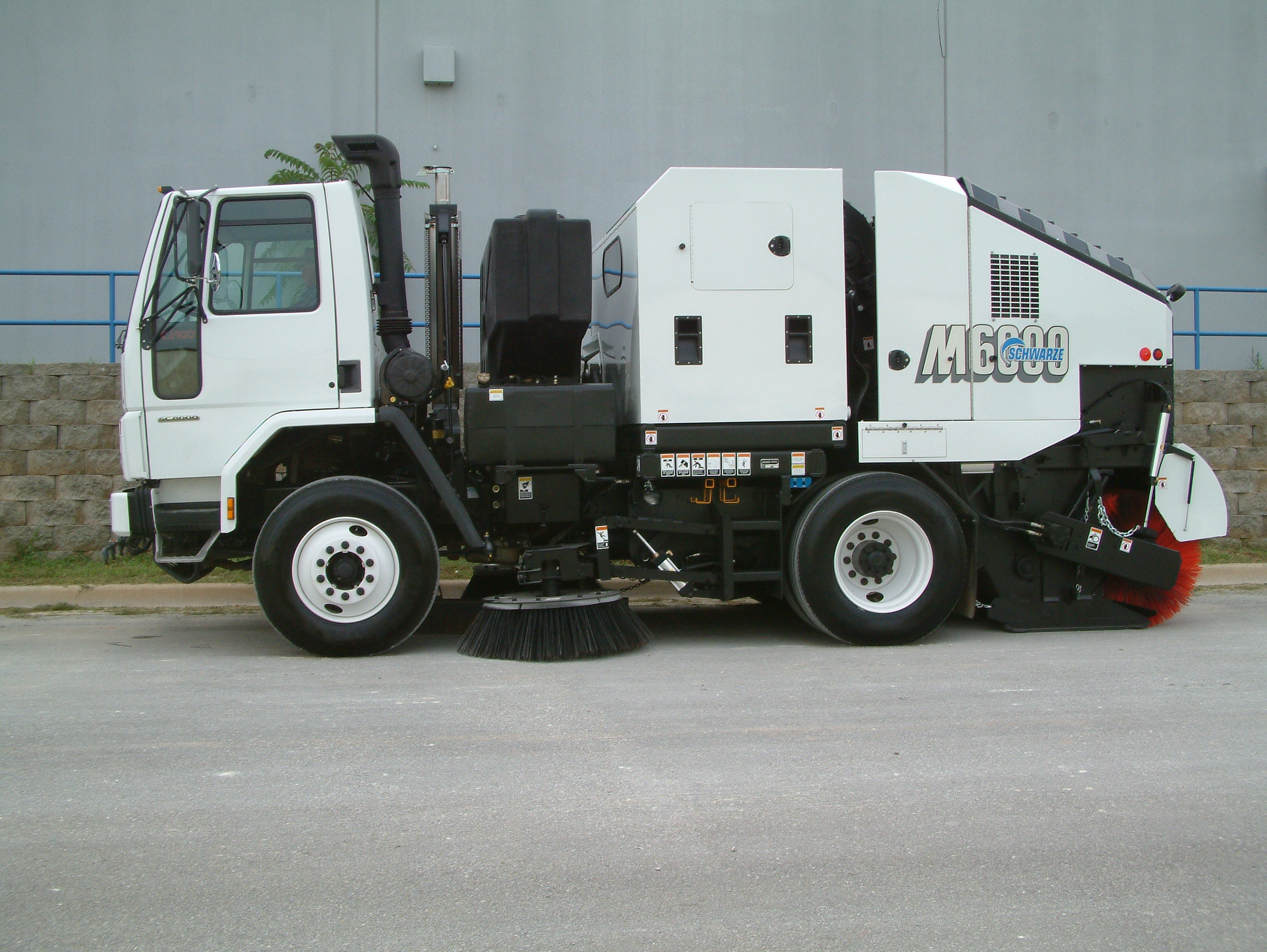
Уборочная машина M-Tec
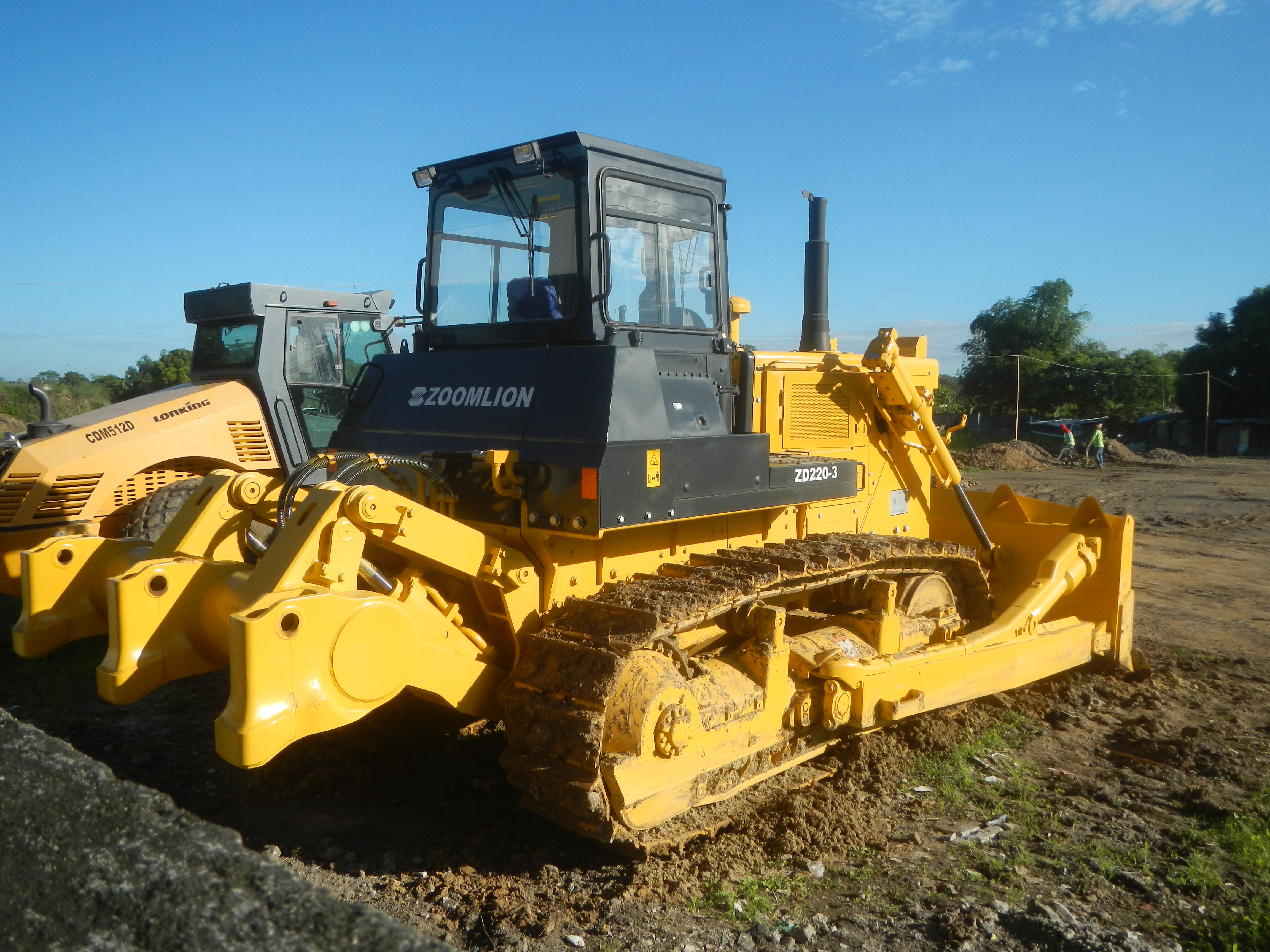
Бульдозер Zoomlion
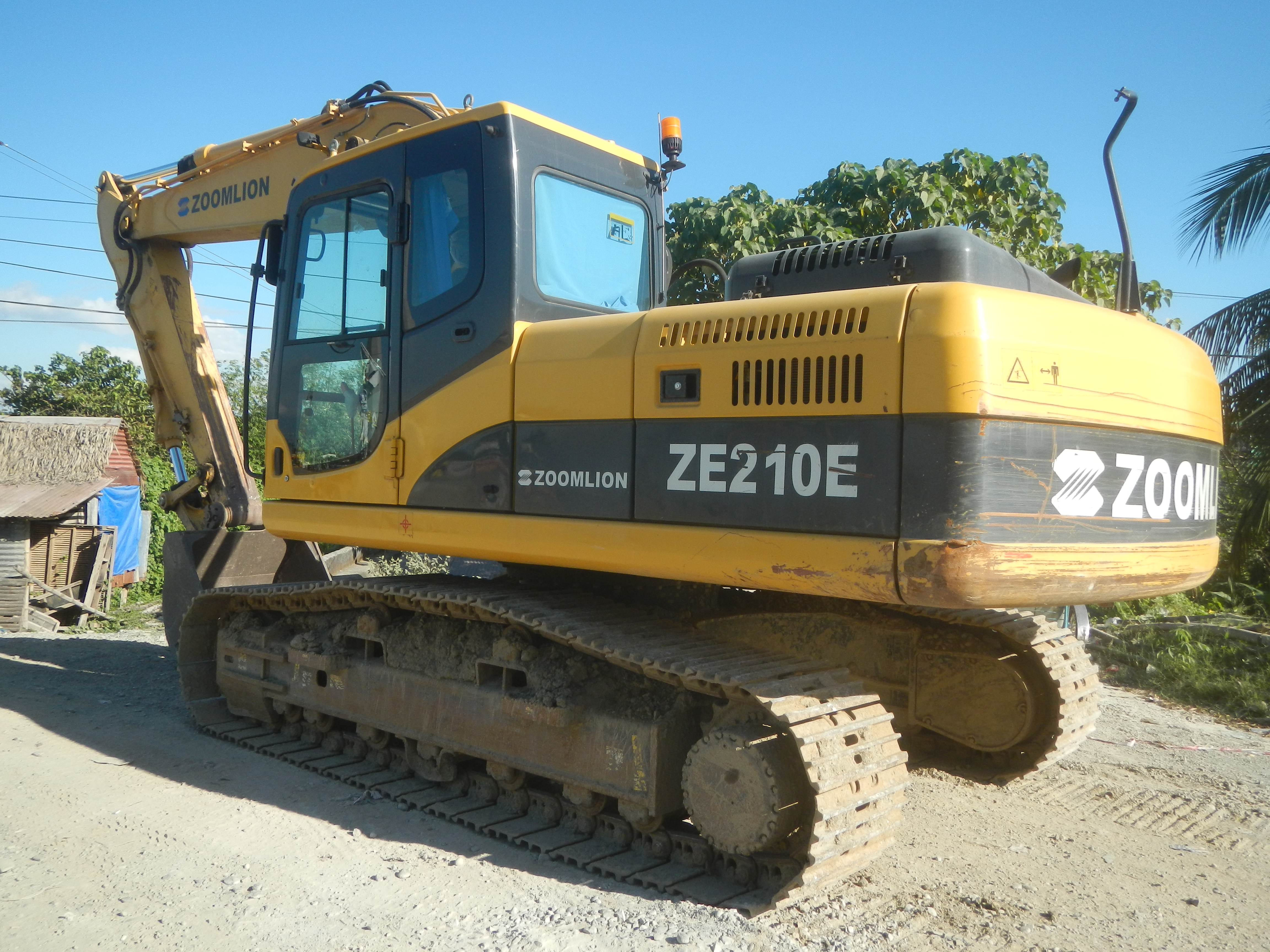
Экскаватор Zoomlion
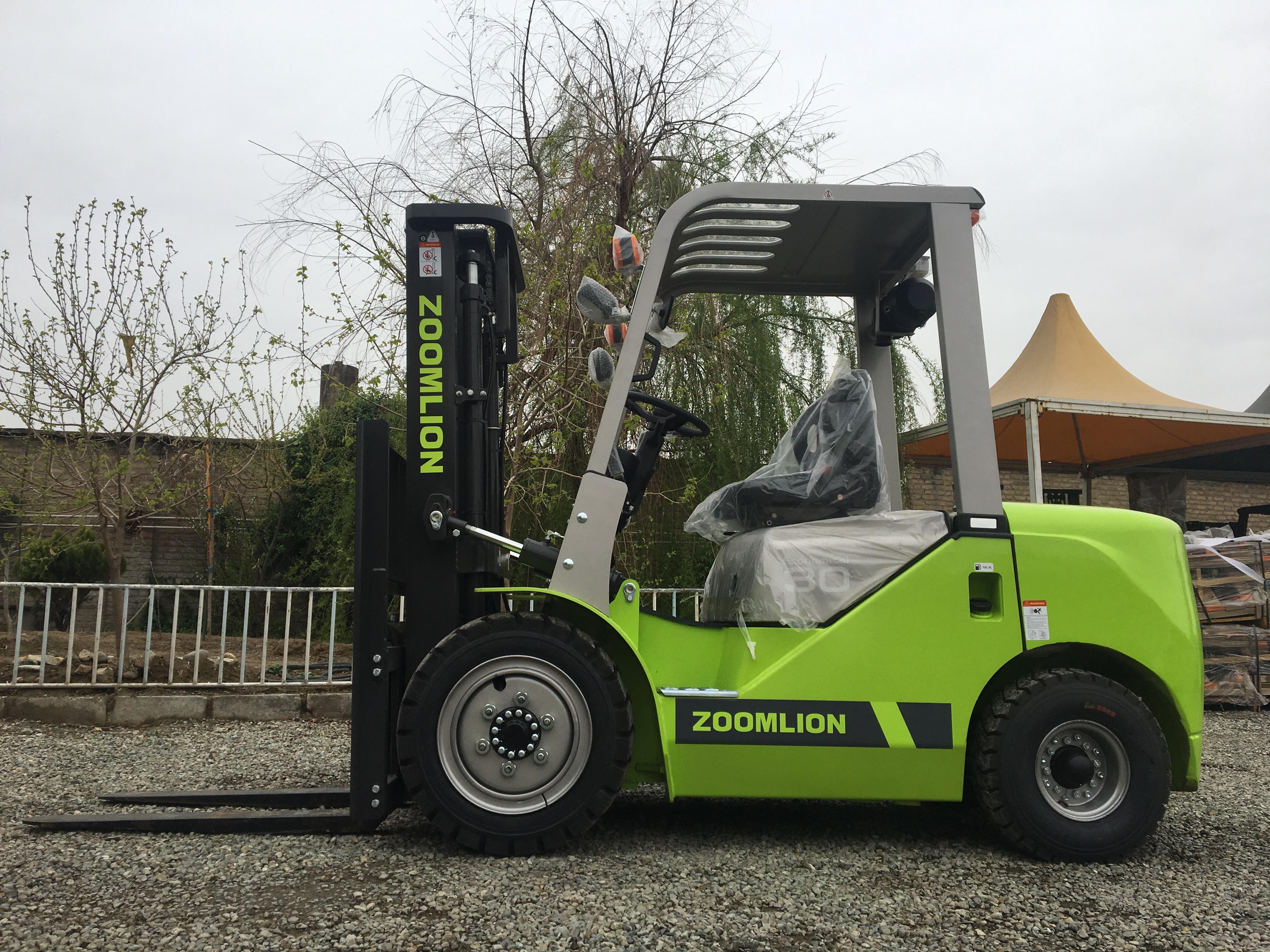
Погрузчик Zoomlion

По состоянию на 2020 год 53,9 % продаж приходилось на краны, 29,3 % — на бетонную технику, 4,1 % — на землеройную технику, 4,1 % — на сельскохозяйственную технику, 1,7 % — на лизинг техники и другие финансовые услуги, 7,5 % — на другую продукцию. На китайский рынок приходилось 94,7 % всех продаж (в 2019 году — 92,5 %).
Сбытовая и сервисная сеть Zoomlion охватывает около 100 стран, крупнейшие рынки сбыта готовой продукции и запчастей компании — Индонезия, Малайзия, Таиланд, Сингапур, Филиппины, Вьетнам, Лаос, Камбоджа, Мьянма; Южная Корея, Тайвань, Монголия; ОАЭ, Саудовская Аравия, Кувейт, Катар, Оман, Израиль, Турция, Иран, Казахстан, Узбекистан; Индия, Пакистан, Бангладеш, Непал; Россия, Беларусь, Украина, Грузия; Алжир, ЮАР, Кения, Танзания; Бразилия, Аргентина, Мексика; США, Австралия, Новая Зеландия, Италия, Германия, Франция.

## Акционеры
По состоянию на 2021 год крупнейшими акционерами Zoomlion Heavy Industry являлись Комитет по контролю и управлению государственным имуществом провинции Хунань (19,2 %), Zhonglian Hesheng Investment Holdings (10,4 %), Hony Capital (3,57 %), China Investment Corporation (1,77 %), Norges Bank Investment Management (1,07 %).

## Производственные мощности

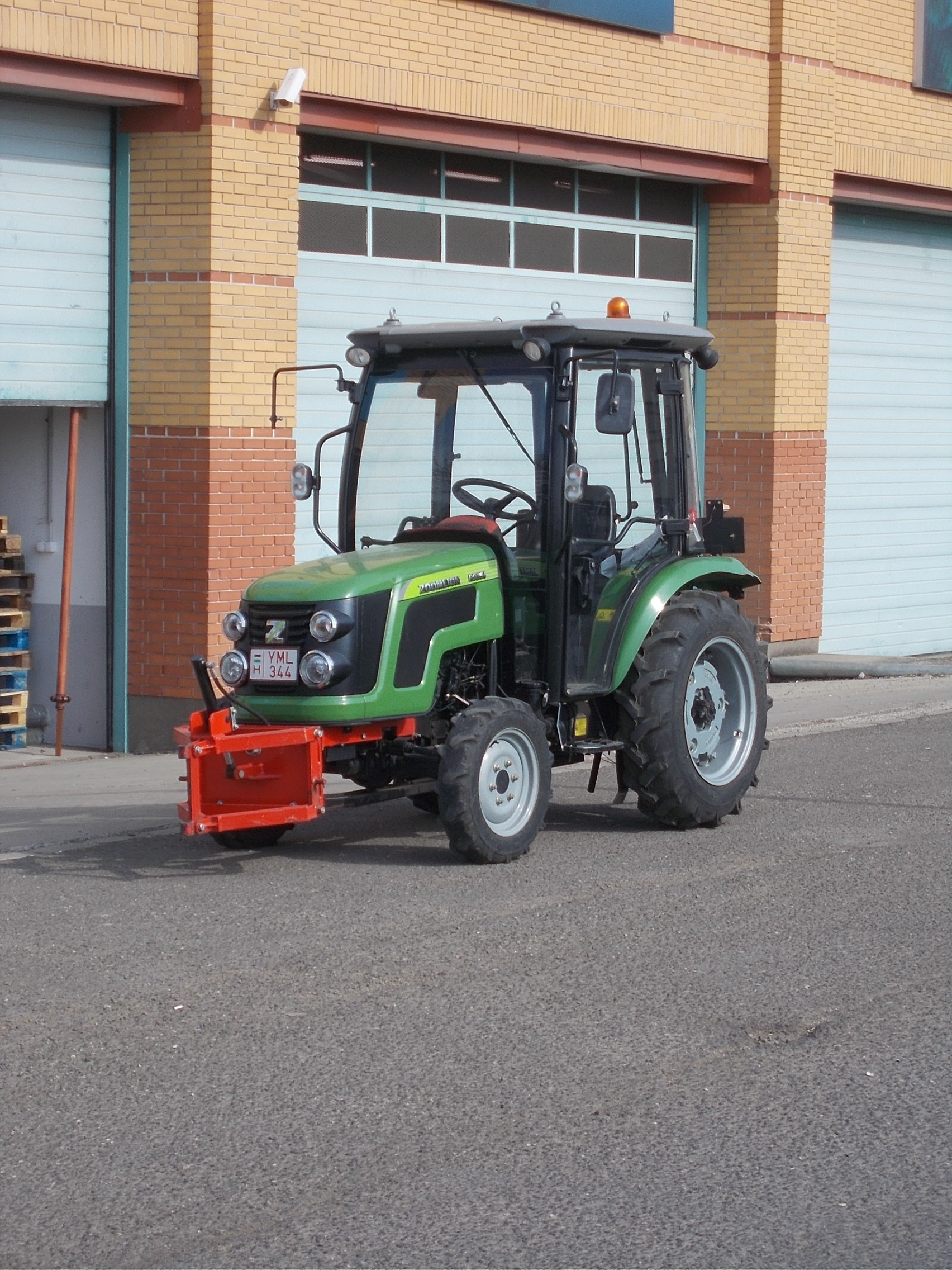
Трактор производства Zoomlion

Zoomlion имеет 14 промышленных и технологических парков в Китае и пять за рубежом. Промышленные предприятия Zoomlion расположены в Чанша (Zoomlion Science and Technology Industrial Park, Zoomlion 1 Lugu Industrial Park, Zoomlion 2 Lugu Industrial Park, Zoomlion Wangcheng Industrial Park, Zoomlion Quantang Industrial Park), Чандэ (Zoomlion Guanxi Industrial Park, Zoomlion Hanshou Industrial Park, Zoomlion Deshan Industrial Park, Zoomlion Jinshi Industrial Park), Юаньцзяне (Zoomlion Yuanjiang Industrial Park), Вэйнане (Zoomlion Weinan Industrial Park), Хуаине (Zoomlion Huayin Industrial Park), Сунцзяне (Zoomlion Songjiang Industrial Park), Уху (Zoomlion Wuhu Industrial Park), Кайфыне (Zoomlion Kaifeng Industrial Park), Милане (CIFA), Пуне (Khed City Industrial Park), Германии (M-Tec), Бразилии и Беларуси.
В белорусском индустриальном парке Великий Камень расположен завод по выпуску спецтехники. На мощностях завода Могилёвтрансмаш создано совместное предприятие Zoomlion и МАЗ по производству строительной и коммунальной автотехники.

## Научные исследования
В состав Zoomlion входят Исследовательский институт строительных машин (Чанша) и Исследовательский центр бетонных машин (Чанша).

## Дочерние компании
- Changsha Zoomlion Haiqiang Concrete
- Zoomlion Hoisting Machinery Company
- Zoomlion Heavy Machinery
- Hunan Machinery Company
- Hunan Machine Tool Works
- Hunan Zoomlion Crawling Crane
- Hunan Zoomlion Intelligent Technology
- Hunan Zoomlion Hardware
- Changde Zoomlion Hydraulic Pressure
- Anhui Zoomlion Earth Working Machinery
- Puyuan Engineer Machinery
- Puyuan Special Vehicle Company
- Zoomlion Bus Company
- Zoomlion Zhongbiao Company
- Zoomlion Zhongke Beidou
- Wisdom New Town Machinery Manufacturing
- Foretide Machinery Manufacturing
- Chery Heavy Industry
- Hunan Zoomlion International Trade
- Zoomlion Finance & Leasing
- Zoomlion Xinxing Construction Machinery Leasing
- Zoomlion Capital
- Zoomlion Sales
- Zoomlion Commercial Factoring

### Зарубежные активы
- Compagnia Italiana Forme Acciaio (Италия)
- Ladurner (Италия)
- Powermole (Великобритания)
- M-Tec (Германия)
- Wilbert Tower Cranes (Германия)
- Raxtar (Нидерланды)
- Zoomlion Heavy Industry (США)
- Zoomlion India (Индия)